# マコトシヤカ
「マコトシヤカ」は、LiSAの楽曲。作詞と作曲は田淵智也、編曲は江口亮が担当した。5thアルバム『LEO-NiNE』リリースにあたって、2020年8月24日にSACRA MUSICから先行配信された。

## 概要
表題曲は、CBCテレビ・CBCラジオ『中日ドラゴンズ野球中継』の2020-2022年度テーマソング（TBS系列全国ネット・TBSテレビを含む一部地域ネット・ビジター球団地元局〈対東北楽天ゴールデンイーグルス戦の東北放送など〉との局間ネット時を除く）となっている。
配信ジャケットには、中日ドラゴンズのマスコットであるドアラが登場している。
同時に公開されたミュージックビデオには、中日ドラゴンズが協力し春季キャンプや公式戦などの映像を提供しているほか、自身のライブ映像を組み合わせた作品となっている。

## チャート成績
| チャート (2020年)     | 最高位 |
| --------------------- | ------ |
| 日本 (Download Songs) | 18     |
| 日本 (Japan Hot 100)  | 96     |